# Ben Peterson
Ben Peterson, född den 27 juni 1950 i Cumberland, Wisconsin, är en amerikansk brottare som tog OS-guld i mellanviktsbrottning i fristilsklassen 1972 i München och fyra år senare blev det OS-silver i samma viktklass 1976 i Montréal. Han är bror till den tvåfaldige olympiske medaljören John Peterson.